# بوينغ 737 (AEW&C)
بوينغ 737  (بالإنجليزية: Boeing 737 AEW&C)‏ هي طائرة إنذار مبكر وتحكم، أنتجت في 2009 بالولايات المتحدة. من صناعة بوينغ للدفاع والفضاء والأمن. تستخدم بشكل أساسي من قبل القوات الجوية الملكية الأسترالية. كان أول طيران لها في 2004 . دخلت الخدمة في أوائل عام 2009، ومازالت في الخدمة حتى الآن.

## المستخدمون
- القوات الجوية الملكية الأسترالية
- القوات الجوية التركية
- سلاح الجو الكوري الجنوبي